# Tim Mertens
Tim Mertens (Mechelen, 7 februari 1986) is een Belgisch baanwielrenner. Hij kwam uit voor de Belgische wielerploeg Topsport Vlaanderen-Baloise.

## Palmares

### Baanwielrennen
| Jaar         | BK                                                                              | EK                   | WK           | OS           | WB                                                                               | Overig                                |
| Nieuwelingen | Nieuwelingen                                                                    | Nieuwelingen         | Nieuwelingen | Nieuwelingen | Nieuwelingen                                                                     | Nieuwelingen                          |
| ------------ | ------------------------------------------------------------------------------- | -------------------- | ------------ | ------------ | -------------------------------------------------------------------------------- | ------------------------------------- |
| 2002         | puntenkoers                                                                     |                      |              |              |                                                                                  |                                       |
| Junioren     |                                                                                 |                      |              |              |                                                                                  |                                       |
| 2003         | achtervolging · ploegkoers · ploegenachtervolging                               |                      |              |              |                                                                                  |                                       |
| 2004         | 1km · achtervolging · ploegenachtervolging · ploegsprint · puntenkoers · omnium | puntenkoers          | ploegkoers   |              |                                                                                  |                                       |
| Beloften     |                                                                                 |                      |              |              |                                                                                  |                                       |
| 2007         |                                                                                 | ploegenachtervolging |              |              |                                                                                  | UIV Cup: Rotterdam Berlijn Kopenhagen |
| Elites       |                                                                                 |                      |              |              |                                                                                  |                                       |
| 2005         | omnium · ploegkoers                                                             |                      |              |              |                                                                                  |                                       |
| 2006         | 1km · achtervolging · scratch                                                   |                      |              |              |                                                                                  |                                       |
| 2007         | ploegenachtervolging                                                            |                      |              |              | Peking: · scratch                                                                |                                       |
| 2008         | ploegenachtervolging · 1km · omnium · scratch                                   |                      |              |              | Los Angeles: · ploegkoers · Manchester: · scratch · Cali: · ploegkoers · scratch |                                       |
| 2009         | 1km · omnium · ploegenachtervolging · scratch · derny · ploegkoers              |                      |              |              | Manchester: · ploegkoers                                                         |                                       |
| 2010         | derny · scratch                                                                 | ploegkoers           |              |              |                                                                                  |                                       |
| 2011         | derny                                                                           |                      |              |              |                                                                                  |                                       |
| 2012         | ploegkoers · derny                                                              |                      |              |              | Peking: · ploegkoers                                                             |                                       |
| 2013         | derny · ploegkoers                                                              |                      |              |              |                                                                                  | GP of Poland Pruszków: Puntenkoers    |

Baugnies · Claeys · Crabbé · Croket · De Greef · De Ketele · De Neef · De Poortere · De Zutter · Goddaert · Joseph · Leys · Mertens · Neyens · Paulissen · Poleunis · Roelandts · Schets · Sys · Van den Houte · Vanderaerden · Vandousselaere · Vens · Wynants
Baugnies · Claeys · Croket · De Keulenaer · De Neef · De Poortere · Devaere · Joseph · Maes · Mertens · Muys · Pieters · Soberon · Sys · Terweduwe · Van Guyse · Vandousselaere · Vanmarcke · Vens · Wynants
Bakelants · Coenen · Criel · De Gendt · De Ketele · Goddaert · Hermans · Joseph · Keisse · Lodewyck · Maes · Mertens · Neirynck · Neyens · Nolf · Renders · Steurs · Vandewalle · Van Hecke · Vanheule · Vanmarcke · Vanspeybrouck · Debusschere (stagiair)
Armée · Baugnies · Boeckmans · Coenen · De Gendt · De Ketele · Jacobs · G.Joseph · S.Joseph · Lodewyck · Mertens · Neirynck · Neyens · Steurs · Van Hecke · Van Staeyen · Van Vooren · Vanmarcke · Vandewalle · Vanspeybrouck · Jodts (stagiair) · Serry (stagiair) · Wallays (stagiair)
Armée · Baugnies · Boeckmans · Coenen · Cornu · De Ketele · De Vreese · Jacobs · Jodts · G.Joseph · S.Joseph · Mertens · Neirynck · Salomein · Serry · Steurs · Van Hecke · Van Staeyen · Van Vooren · Vanspeybrouck · Wallays · Waeytens (stagiair) 
Armée · Cornu · De Jonghe · De Ketele · De Vreese · Declercq · Jacobs · Jodts · Lietaer · Mertens · Neirynck · Salomein · Serry · Van Asbroeck · Van Hecke · Van Hoecke · Van Staeyen · Van Vooren · Vanoverberghe · Vandousselaere · Vanspeybrouck · Waeytens · Wallays
Armée · Cornu · De Buyst · De Jonghe · De Ketele · De Vreese · Declercq · Helven · Jacobs · Lampaert · Lietaer · Mertens · Neirynck · Salomein · Sprengers · Van Asbroeck · Van Hecke · Van Hoecke · Van Staeyen · Vanbilsen · Vandousselaere · Vanoverberghe · Vanspeybrouck · Waeytens · Wallays